# Filip Kaša
Filip Kaša (Ostrava, 1 de enero de 1994) es un futbolista checo que juega en la demarcación de defensa para el Győri ETO F. C. de la Nemzeti Bajnokság I.

## Selección nacional
Tras jugar con las categorías inferiores de la selección, finalmente el 5 de septiembre de 2021 hizo su debut con la selección de República Checa en un partido de clasificación para la Copa Mundial de Fútbol de 2022 contra Bélgica que finalizó con un resultado de 3-0 a favor del combinado belga tras los goles de Romelu Lukaku, Eden Hazard y Alexis Saelemaekers.

## Clubes
| Club                        | País            | Año       | Partidos | Goles |
| --------------------------- | --------------- | --------- | -------- | ----- |
| F. C. Baník Ostrava         | República Checa | 2014-2016 | 50       | 3     |
| MŠK Žilina II               | Eslovaquia      | 2016-2019 | 10       | 0     |
| MŠK Žilina                  | Eslovaquia      | 2016-2020 | 107      | 13    |
| F. C. Viktoria Plzeň        | República Checa | 2020-2023 | 59       | 3     |
| FC DAC 1904 Dunajská Streda | Eslovaquia      | 2023-2024 | 17       | 0     |
| Győri ETO F. C.             | Hungría         | 2024-     | 2        | 0     |

## Palmarés

### Títulos nacionales
| Título                  | Club                 | País            | Año  |
| ----------------------- | -------------------- | --------------- | ---- |
| Superliga de Eslovaquia | MŠK Žilina           | Eslovaquia      | 2017 |
| Liga Checa de Fútbol    | F. C. Viktoria Plzeň | República Checa | 2022 |